# Varpasaari (ö i Norra Karelen)
Varpasaari är en ö i Finland. Den ligger i sjön Höytiäinen och i kommunen Kontiolax i den ekonomiska regionen  Joensuu ekonomiska region  och landskapet Norra Karelen, i den sydöstra delen av landet, 400 km nordost om huvudstaden Helsingfors. Öns area är 44,1 hektar och dess största längd är 1,6 kilometer i sydöst-nordvästlig riktning.